# Sphecozone capitata
Sphecozone capitata är en spindelart som beskrevs av Alfred Frank Millidge 1991. Sphecozone capitata ingår i släktet Sphecozone och familjen täckvävarspindlar.
Artens utbredningsområde är Peru. Inga underarter finns listade i Catalogue of Life.